# Millwood (Carolina del Sud)
Millwood és una concentració de població designada pel cens dels Estats Units a l'estat de Carolina del Sud. Segons el cens del 2000 tenia 885 habitants.

## Demografia
Segons el cens del 2000, Millwood tenia 885 habitants, 329 habitatges i 274 famílies. La densitat de població era de 427,1 habitants/km².
Dels 329 habitatges en un 35% hi vivien nens de menys de 18 anys, en un 66,6% hi vivien parelles casades, en un 12,2% dones solteres, i en un 16,7% no eren unitats familiars. En el 14,3% dels habitatges hi vivien persones soles el 6,1% de les quals corresponia a persones de 65 anys o més que vivien soles. El nombre mitjà de persones vivint en cada habitatge era de 2,67 i el nombre mitjà de persones que vivien en cada família era de 2,91.
Per edats la població es repartia de la següent manera: un 26% tenia menys de 18 anys, un 6% entre 18 i 24, un 22,9% entre 25 i 44, un 30,8% de 45 a 60 i un 14,2% 65 anys o més.
L'edat mediana era de 40 anys. Per cada 100 dones de 18 o més anys hi havia 93,2 homes.
La renda mediana per habitatge era de 51.250 $ i la renda mediana per família de 59.375 $. Els homes tenien una renda mediana de 27.716 $ mentre que les dones 23.864 $. La renda per capita de la població era de 21.426 $. Cap de les famílies i l'1% de la població estaven per davall del llindar de pobresa.

## Poblacions més properes
El següent diagrama mostra les poblacions més properes.